# Where We Stand
Albums de Yellowcard
Midget Tossing
(1997) Still Standing EP
(2000)
Where We Stand est le deuxième album du groupe Yellowcard. Il est sorti en 1999 (puis de nouveau en 2004 et 2005) sous le label Takeover Records, créé par un des guitaristes du groupe, Ben Harper. L'album est actuellement épuisé.

## Informations complémentaires
- Sur le livret du CD, il est écrit que le vrai nom de Sean Mackin est Sean Wellman.
- Il y a une piste cachée à la fin de la chanson On the Brink.
- On peut entendre plusieurs sons du jeu vidéo Street Fighter.
- La pochette de l'album est inspirée de l'œuvre d'un artiste japonais ukiyo-e, peut-être Utagawa Hiroshige.
- Le titre April 20th parle de la Fusillade du lycée Columbine, rempli de compassion pour les victimes.
- Where We Stand est également le nom du groupe qui a réuni les cinq membres originels de Yellowcard lors de leur concert le 24 mai 2008 à Freebird à Jacksonville en Floride.